# HMS Invincible (1869)
Pour les autres navires du même nom, voir HMS Invincible.
Le HMS Invincible est un navire à batterie centrale de la classe Audacious de la Royal Navy.

## Histoire
Pendant la première année de sa carrière, il est un navire de garde à Hull, avant d'être remplacée par son sister-ship HMS Audacious. Il est ensuite transféré en Méditerranée, où il sert jusqu'en 1886. Il est envoyé à Cadix en 1873 pour empêcher les navires saisis par les républicains espagnols pendant la guerre civile de quitter le port. Il rejoint la Mediterranean Fleet en 1878 sous le commandement du capitaine Lindsay Brine, mais son mauvais état de matelotage attire l'ire du commandant en chef, Geoffrey Hornby. Début 1879, L’Invincible fait une grave erreur, mettant deux navires en danger ; Brine est traduit en cour martiale. Bien qu'acquitté, Brine est relevé par le capitaine Edmund Fremantle. En août 1880, L’Invincible découvre la barque austro-hongroise démâtée et abandonnée George Roscovich au large de la Sardaigne, en Italie. Elle remorque la barque à Palerme le 5 août. L’Invincible est le vaisseau amiral temporaire de l'amiral Seymour lors du bombardement d'Alexandrie en 1882 parce que son navire normal, le HMS Alexandra, a trop de tirant d'eau pour entrer dans le port intérieur. Il fournit des hommes pour la brigade navale qui débarque et des hommes pour la brigade navale de Charles Beresford lors de la campagne du Soudan de 1885.
Il fait un voyage en Chine en 1886 pour effectuer un nouvel équipage pour l’Audacious avant de devenir le navire de garde à Southampton jusqu'en 1893. Ses moteurs sont retirés en 1901 lorsqu'il devient un navire de dépôt à Sheerness pour une flottille de destroyers. Il est rebaptisé HMS Erebus en 1904, nom qu'il porte jusqu'en 1906, date à laquelle il est converti en navire-école à Portsmouth pour les artificiers du génie et est rebaptisé Fisgard II (l’Audacious fut rebaptisé Fisgard en 1904).
Le 17 septembre 1914, il coule lors d'une tempête au large de Portland Bill avec la perte de 21 membres de son équipage sur 64. Il était remorqué de Portsmouth à Scapa Flow où il devait servir de navire de réception pour les marins nouvellement mobilisés pour la Première Guerre mondiale. Il repose maintenant à l'envers avec le fond de la coque à 164 pieds (50 m) de profondeur.
Le Fisgard II est un navire classé en vertu de l'annexe 1 de l'ordonnance de 2012 sur la protection des restes militaires de 1986 (désignation des navires et des sites contrôlés).